# ザ・ミュージック
ザ・ミュージック (The Music) は、イギリス・リーズ出身の4人組ロック・バンド。

## 来歴
1999年にバンド結成。2001年、『テイク・ザ・ロング・ロード・アンド・ウォーク・イット』のデモが出回り、NME誌において「未だ契約されていない最高のバンド」と紹介される。その後 Hut Records と契約、2002年4月に出したシングル『ザ・ピープル』がスマッシュ・ヒットするや、日本でも話題になり始める。ファースト・アルバム『ザ・ミュージック』を9月にリリース（日本では8月に先行リリース）し、そのヒットによってその人気を確固たるものにした。
2004年9月にセカンド・アルバム『ウェルカム・トゥ・ザ・ノース』をリリース。「全米進出」を目標に重厚かつ派手なサウンドメイクが施されたこのアルバムを引提げ、全米ツアーを中心に1年以上に渡る世界ツアーを行う。しかし多忙なスケジュールとバンドと事務所間の意見の対立、そこにロバートのスランプが重なりバンドとしてのモチベーションが減退、以降活動も膠着状態に陥る。
2007年に Polydor UK と新たに契約を結ぶ。U2やザ・キラーズのプロデュースで知られるFloodとオービタルのポール・ハートノルをプロデューサーに迎えてレコーディングを行い、2008年6月に4年ぶりのニューアルバムとなるサード・アルバム『ストレングス・イン・ナンバーズ』をリリース。シングルを含めても先行シングルである『ストレングス・イン・ナンバーズ』を除いて3年半ぶりのリリースとなった。
2011年、夏に日本とイギリスで行われるラスト・ツアーを最後に解散することを発表した。
2020年9月4日、再結成を発表。2021年5月にテンプル ニューサムで公演を行うとした。しかし、新型コロナウイルス感染症によるパンデミックのため、最終的には2022年6月に再スケジュールされライブを開催した。

## フジロック・フェスティバル
親日家として強力なファンベースを日本に持つ。そのきっかけとして、デビュー前の2002年にフジロック・フェスティバルに出演。以降、毎年のように日本公演を開催し、その発端であるフジロック・フェスティバルには2009年までに5度の出演を果たしている。
その内2003年の出演時には、自らの出番に加え出演キャンセルとなったザ・コーラルの穴埋め出演を快諾して2日連続の登場。翌2004年、サマーソニック出演のため来日。その際、休暇も兼ねプライベート（自費）でフジロックへ観客として参加。また、その年の大トリを務める予定のモリッシーが出演キャンセルにより最終日のヘッドライナーが空位となった際は、ザ・ミュージックの来訪中を知る多くの関係者から代理出演でヘッドライナー打診論が起きた。
結局、公私合わせ2005年までに4年連続のフジロック参加となった。しばらくのインタバールを経た2008年にはホワイト・ステージの大トリを務めたが、満員の観衆を集めて入場規制となる。2011年、日本における最後のライブでクロージングアクトとしてグリーンステージに立つ。バンド側もフジロックを世界に唯一無二の至高のフェスティバルであると公言してはばからず、ヨーロッパ・ツアーのライヴ衣装として、フジロック物販で購入したと思しきオフィシャルTシャツを着用しているメンバーの姿が「ザ・ミュージック＝フジロッカー」を印象付けている。

## メンバー
- ロバート・ハーヴェイ (Robert Harvey) - ボーカル/ギター - ミュージック解散後、ザ・ストリーツことマイク・スキナーと共に｢THE D.O.T｣を結成。2012年のフジロックに出演した。
- アダム・ナッター (Adam Nutter) - リード・ギター
- ステュワート・コールマン (Stuart Coleman) - ベース
- フィル・ジョーダン (Phil Jordan) - ドラムス

## ディスコグラフィー

### アルバム
- ザ・ミュージック (The Music) 2002年
- ウェルカム・トゥ・ザ・ノース (Welcome to the North) 2004年
- ストレングス・イン・ナンバーズ (Strength in Numbers) 2008年